# Cléron
Cléron és un municipi francès situat al departament del Doubs i a la regió de Borgonya - Franc Comtat. L'any 2007 tenia 306 habitants.

## Demografia

### Població
El 2007 la població de fet de Cléron era de 306 persones. Hi havia 116 famílies de les quals 36 eren unipersonals (20 homes vivint sols i 16 dones vivint soles), 24 parelles sense fills, 44 parelles amb fills i 12 famílies monoparentals amb fills.
La població ha evolucionat segons el següent gràfic:
Habitants censats

### Habitatges
El 2007 hi havia 145 habitatges, 122 eren l'habitatge principal de la família, 15 eren segones residències i 8 estaven desocupats. 117 eren cases i 29 eren apartaments. Dels 122 habitatges principals, 86 estaven ocupats pels seus propietaris, 34 estaven llogats i ocupats pels llogaters i 3 estaven cedits a títol gratuït; 2 tenien una cambra, 7 en tenien dues, 17 en tenien tres, 23 en tenien quatre i 74 en tenien cinc o més. 105 habitatges disposaven pel capbaix d'una plaça de pàrquing. A 48 habitatges hi havia un automòbil i a 68 n'hi havia dos o més.

### Piràmide de població
La piràmide de població per edats i sexe el 2009 era:
| Homes | Edats   | Dones |
| ----- | ------- | ----- |
| 0     | 95 o +  | 0     |
| 0     | 90 a 94 | 0     |
| 0     | 85 a 89 | 4     |
| 0     | 80 a 84 | 0     |
| 4     | 75 a 79 | 8     |
| 12    | 70 a 74 | 0     |
| 8     | 65 a 69 | 4     |
| 4     | 60 a 64 | 12    |
| 12    | 55 a 59 | 8     |
| 8     | 50 a 54 | 0     |
| 8     | 45 a 49 | 0     |
| 12    | 40 a 44 | 12    |
| 20    | 35 a 39 | 12    |
| 12    | 30 a 34 | 12    |
| 8     | 25 a 29 | 16    |
| 4     | 20 a 24 | 0     |
| 4     | 15 a 19 | 0     |
| 8     | 10 a 14 | 16    |
| 16    | 5 a 9   | 4     |
| 12    | 0 a 4   | 20    |

## Economia
El 2007 la població en edat de treballar era de 207 persones, 157 eren actives i 50 eren inactives. De les 157 persones actives 150 estaven ocupades (83 homes i 67 dones) i 7 estaven aturades (5 homes i 2 dones). De les 50 persones inactives 21 estaven jubilades, 15 estaven estudiant i 14 estaven classificades com a «altres inactius».

### Ingressos
El 2009 a Cléron hi havia 122 unitats fiscals que integraven 298 persones, la mediana anual d'ingressos fiscals per persona era de 19.102,5 €.

### Activitats econòmiques
Dels 20 establiments que hi havia el 2007, 3 eren d'empreses alimentàries, 3 d'empreses de fabricació d'altres productes industrials, 4 d'empreses de construcció, 3 d'empreses de comerç i reparació d'automòbils, 2 d'empreses de transport, 1 d'una empresa d'hostatgeria i restauració, 2 d'empreses financeres, 1 d'una empresa immobiliària i 1 d'una empresa de serveis.
Dels 7 establiments de servei als particulars que hi havia el 2009, 2 eren tallers de reparació d'automòbils i de material agrícola, 1 guixaire pintor, 1 fusteria, 2 lampisteries i 1 restaurant.
L'any 2000 a Cléron hi havia 5 explotacions agrícoles que ocupaven un total de 455 hectàrees.

## Poblacions més properes
El següent diagrama mostra les poblacions més properes.